# Сунь Цзячжэн
Сунь Цзячжэ́н (кит. трад. 孫家正, упр. 孙家正, пиньинь Sūn Jiāzhēng; род. 1944, Сыян, Суцянь, Цзянсу) — китайский политик, председатель Всекитайской федерации литературы и искусства (с 2006 года), Министр культуры КНР (1998—2008), Министр радио, кино и телевидения КНР (1994—1998), заместитель председателя НПКСК (2008—2013), член ЦК КПК (1992—2007).

## Биография
Родился в марте 1944 года в уезде Сыян созданной марионеточными прояпонскими властями провинции Хуайхай.
В 1963 году поступил на Факультет китайского языка и литературы Нанкинского университета. В 1966 году вступил в КПК. В 1968 году окончил университет, после чего работал в Кадровой школе седьмого мая.
С 1971 года в Люхэ (городской округ Тунхуа провинции Гирин) работает секретарём уездного отделения Коммунистического союза молодёжи, заместителем начальника рабочей группы уездного Революционного комитета Культурной Революции и заместителем начальника уездного отделения Народной вооружённой милиции Китая. С 1975 года — член уездного постоянного комитета КПК и заместитель председателя уездного Революционного комитета Культурной Революции.
С 1978 года в Нанкине (провинция Цзянсу) работает секретарём Коммунистического союза молодёжи Китая Нанкина и провинции Цзянсу.
С 1982 года — кандидат в ЦК КПК, с 1992 по 2007 — член ЦК КПК.
С 1984 года — секретарь городского комитета КПК Сюйчжоу (провинция Цзянсу). С 1985 года — глава отдела пропаганды комитета КПК провинции Цзянсу, с 1986 года — заместитель секретаря комитета КПК провинции Цзянсу.
С 1994 по 1998 год — Министр радио, кино и телевидения КНР.
С 1998 по 2008 год — Министр культуры КНР.
С 2008 по 2013 год — заместитель председателя НПКСК.
С 2006 года — председатель Всекитайской федерации литературы и искусства.

## Награды
- Офицер ордена Почётного легиона (Франция, 15 сентября 2005 года).
- Благодарность Президента Российской Федерации (8 ноября 2006 года, Россия) — за большой вклад в укрепление и развитие дружбы и сотрудничества между Российской Федерацией и Китайской Народной Республикой[5].